# Dixième flotte des États-Unis
La Dixième flotte des États-Unis est un commandement fonctionnel de l'United States Navy activé de mai 1943 à juin 1945 et réactivé le 29 janvier 2010.

## Seconde Guerre mondiale
Entre mai 1943 à juin 1945, ce commandement, qui n'a jamais eu plus de 50 personnes dans son organisation, coordonne la lutte anti-sous-marine durant la seconde phase de la bataille de l'Atlantique. Le chef de ce commandement était le contre-amiral Francis “Frog” Low, qui travaillait directement sous l'autorité du Chef des Opérations navales, l'Amiral de la Flotte Ernest King.
La tactique Hunter-Killers sera mise en œuvre par les Américains. Contrairement aux Britanniques, qui estiment que la protection des déchiffrages Ultra impose de ne pas mettre en évidence la présence de forces alliées sur les positions révélées des U-boot de la Kriegsmarine, les Américains estiment que lancer des groupes de chasse pour régler leur compte aux U-boot détectés vaut le risque.
Ces groupes, surnommés Hunter-Killers (littéralement : « chasseurs-tueurs »), sont organisés autour d'un porte-avions d'escorte et de plusieurs destroyers, chargés de sa protection comme de l'attaque des sous-marins qui seraient repérés. Ils sont mis en œuvre à l'été 1943, quand Dönitz fera quitter à ses navires l'Atlantique Nord.
Ces groupes, partant des États-Unis ou d'Afrique du Nord, reçoivent une zone à surveiller. Là, ils sont libres d'organiser leur chasse qui peut, soit renforcer, temporairement, l'escorte d'un convoi menacé en couvrant avec ses avions un grand espace, soit croiser dans les eaux où est suspectée la présence d'une meute.
Les patrouilles aériennes sont généralement des binômes, un chasseur et un bombardier. Par exemple, un chasseur Grumman F4F Wildcat et un TBF Avenger. Quand un U-boot est repéré, la puissance de feu du chasseur permet au bombardier de lâcher précisément ses grenades ou une torpille FIDO.
En trois mois de 1943, l'action de ces groupes permettra de répondre au torpillage d'un unique navire par la destruction d'une quinzaine de U-boot. Elle permettra aussi de désorganiser le système de ravitaillement à la mer qui devait permettre aux sous-marins nazis d'aller désorganiser le trafic dans des zones plus lointaines comme l'océan Indien.

## U.S. Fleet Cyber Command

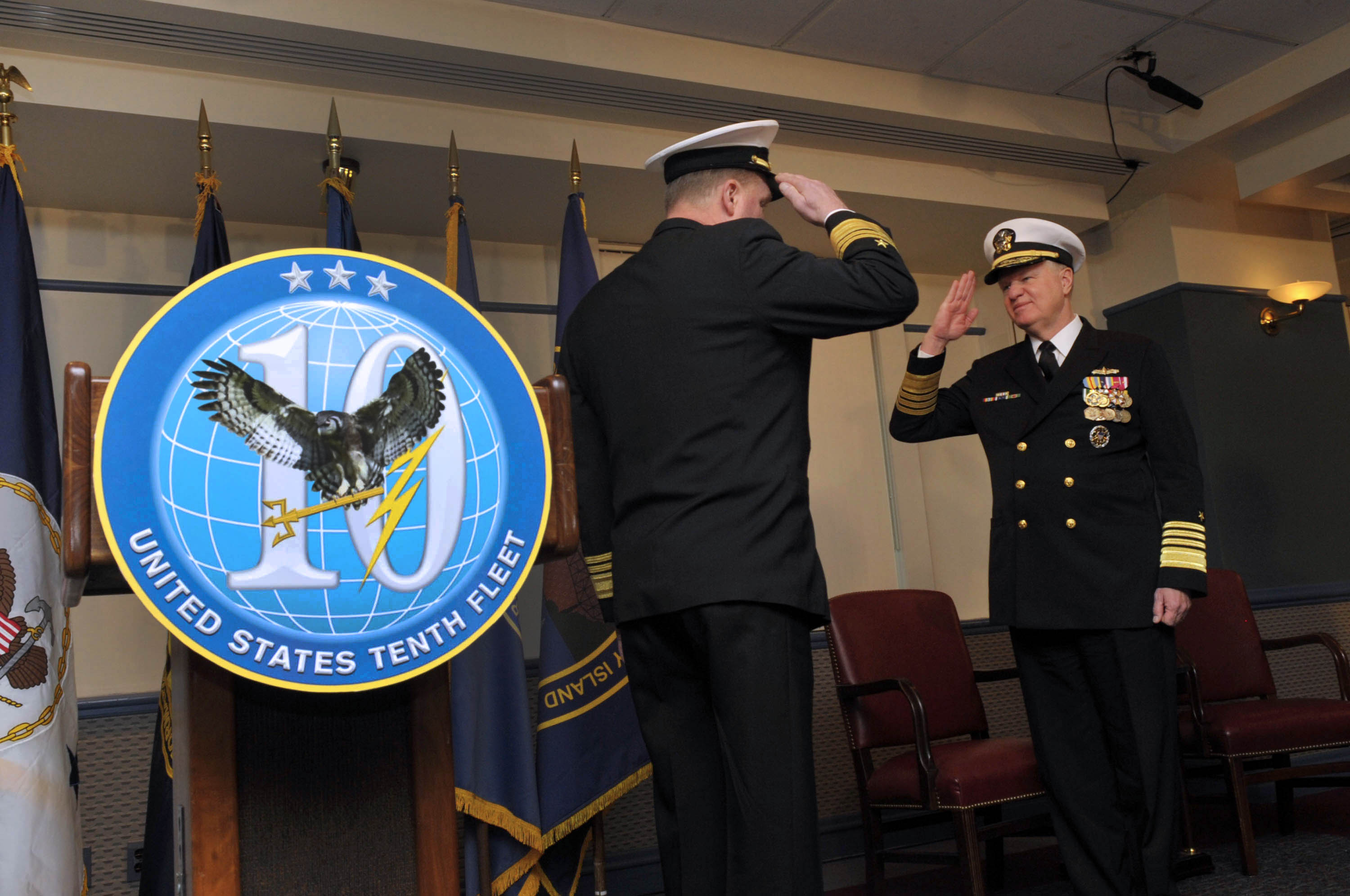
Cérémonie lors de la création du U.S. Fleet Cyber Command.

Lors de sa réactivation en 2010, elle est nommée U.S. Fleet Cyber Command/U.S. Tenth Fleet et intégré au United States Cyber Command dont le siège se situe à Fort George G. Meade. Ses missions incluent le soutien opérationnel et technologique de l'US Navy, les réseaux de communication, la guerre électronique, la formation à la guerre sous-marine, à l'informatique, à l'électronique, aux forces spatiales et aux nouvelles technologies.

### Organisation

#### Composition
- Naval Network Warfare Command (NNWC)
- Navy Cyber Defense Operations Command (NCDOC)
- Navy Information Operations Commands (NIOC)
  - Navy Cyber Warfare Development Group (Research, Development, Test & Evaluation - formerly NIOC Suitland)
- Combined Task Forces (CTF)

#### Rapports administratifs

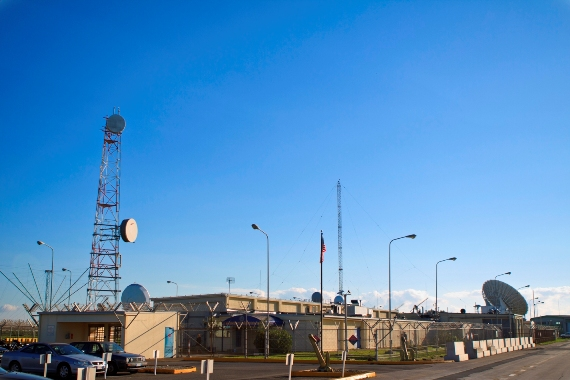
Installations de la U.S. Naval Computer and Telecommunications Station Sicily en 2011.

Le Fleet Cyber Command à un contrôle administratif sur les détachements suivants :
- Naval Network Warfare Command, Norfolk, VA
- Naval Satellite Operations Center, Point Mugu, CA
- Navy Cyber Defense Operations Command, Norfolk, VA
- Naval Computer and Telecommunications Area Master Station Atlantic, Norfolk, VA
- Forces Surveillance Support Center, Chesapeake, VA
- Naval Computer and Telecommunications Station, Jacksonville, FL
- U.S. Naval Computer and Telecommunications Station, Bahreïn
- U.S. Naval Computer and Telecommunications Station Sicily, base aérienne de Sigonella, Italie
- U.S. Naval Computer and Telecommunications Station, Naples, Italie
- Naval Computer and Telecommunications Area Master Station Pacific, Wahiawa, HI
- Naval Computer and Telecommunications Station, San Diego, CA
- U.S. Naval Computer and Telecommunications Station, Guam, îles Mariannes
- U.S. Naval Computer and Telecommunications Station Far East, Yokosuka, Japon
- Navy Cyber Warfare Development Group, Washington, DC
- Navy Information Operations Command Sugar Grove, Sugar Grove, WV
- Navy Information Operations Command Pensacola, Pensacola, FL
- U.S. Navy Information Operations Command, Menwith Hill, UK
- Navy Information Operations Command Colorado, Aurora, CO
- Navy Information Operations Command Georgia, Fort Gordon, GA
- Navy Information Operations Command Maryland, Fort George G. Meade, MD
- U.S. Navy Information Operations Command, base navale de Yokosuka, Japon
- Navy Information Operations Command Texas, San Antonio, TX
- U.S. Navy Information Operations Command, Misawa, Japon
- Navy Information Operations Command, Norfolk, VA
- Navy Information Operations Command Whidbey Island, Oak Harbor, WA
- Navy Information Operations Command, San Diego, CA
- Navy Information Operations Command Hawaii, Schofield Barracks, HI
- U.S. Navy Information Operations Command, Bahreïn